# やまさ海運
やまさ海運株式会社（やまさかいうん）は、長崎県長崎市の海運会社。

## 概要
島原半島と大牟田市を結ぶ高速船航路「三池島原ライン」、長崎港遊覧船、軍艦島クルーズなどを運航している。
長崎港ターミナルビルには、会長の伊達秀則が寄付した閉山1年前の1973年の軍艦島を再現した250分の1スケールの模型が展示されている。

## 航路

### 高速船（三池島原ライン）
- 島原外港 - 三池港（1日4往復、航海時間約50分）

島原鉄道が運航していた島鉄高速船の事業を継承、船舶・設備・人員を引き継ぎ、2015年4月1日から運航を開始した。
三池港では西鉄バス大牟田が運行する連絡バスにより西鉄天神大牟田線の特急電車に接続しており、福岡・天神と島原を2時間15分程度で結ぶ短絡ルートを形成している。
通常は双胴高速船「しまばら丸」と「みいけ丸」が就航している。
2025年5月27日、同年7月1日から三池島原ラインが運休することが発表された。運休の理由として、利用客が新型コロナウイルス感染症の拡大以降減少していること。燃料費や人件費の高騰などを受けて、昨年までの10年間の累積赤字が4億3000万円余りとなっていることが挙げられている。

### 遊覧船
- 軍艦島上陸周遊クルーズ（1日2便、150分）

軍艦島に上陸するクルーズ。上陸の際は「誓約書」への署名が必須となる。天候により上陸出来ない場合は、上陸料全額および乗船料の10％が返金される。
「マルベージャ」「マルベージャ3」が就航する。
- 軍艦島周遊クルーズ（臨時、110分）

軍艦島に接近、島の周囲を一周するクルーズ。「マルベージャ」「マルベージャ3」が就航する。
- 新・観光丸 ヘリテージクルーズ　長崎港めぐり（1日2便、50分）

長崎港を遊覧、三菱重工業長崎造船所、女神大橋、小菅修船場跡、グラバー園などを海上から展望するクルーズ。
「観光丸」が就航する。

## 船舶

### 就航中の船舶

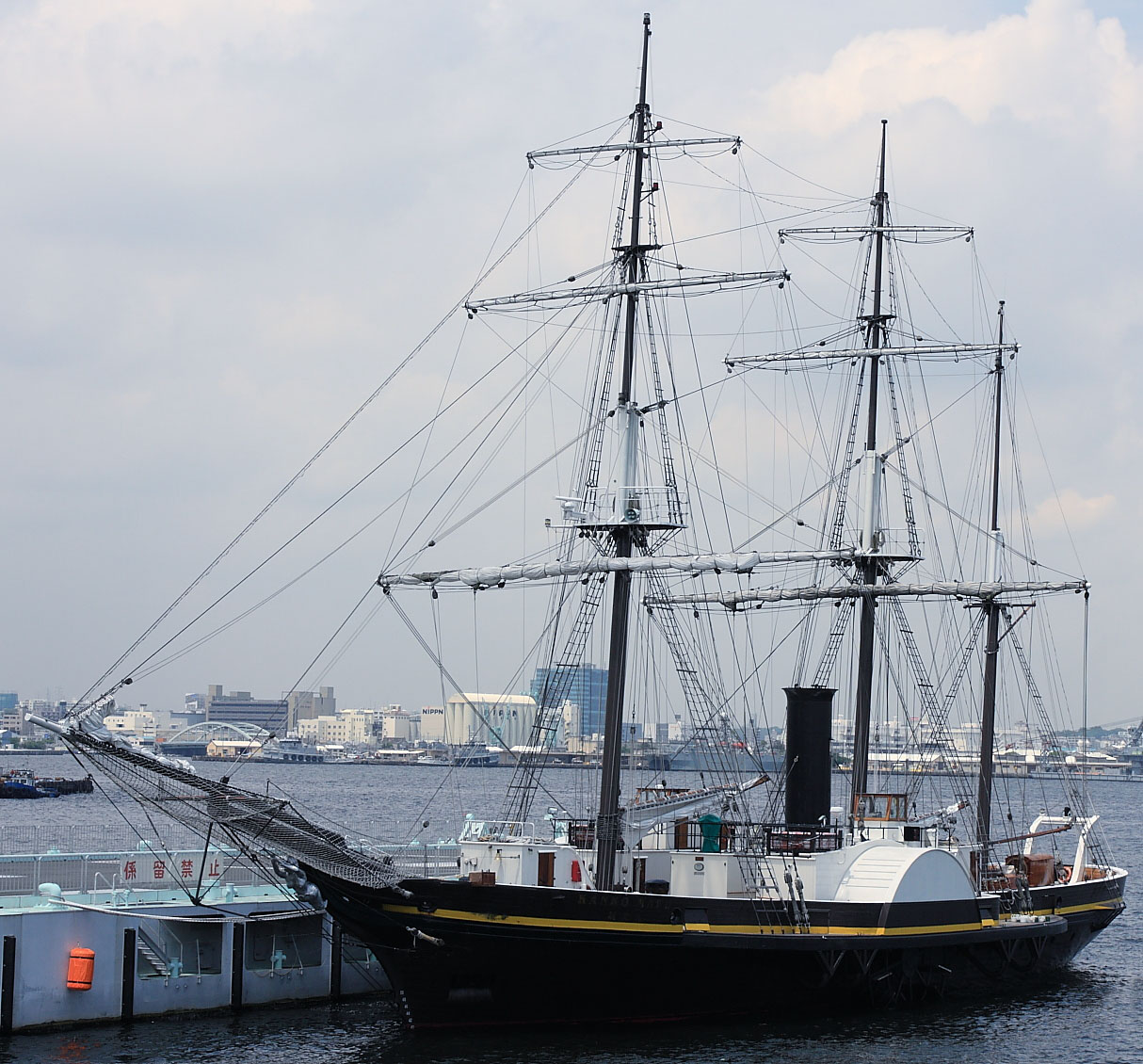
観光丸

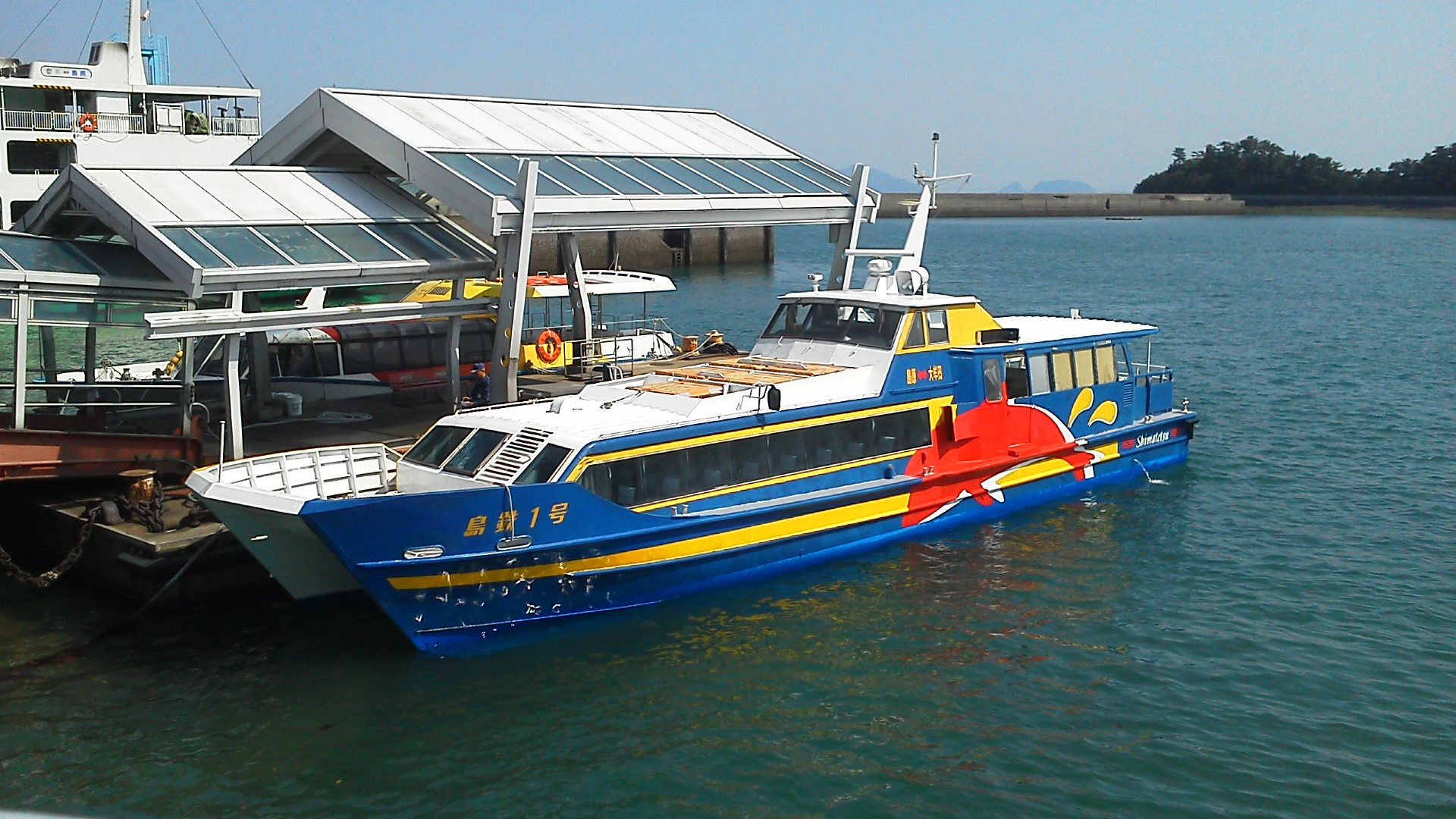
島鉄高速船時代の「しまばら丸(島鉄1号)」と、奥は「みいけ丸(島鉄2号)」

- マルベージャ (2代)

1989年1月竣工、墨田川造船建造、2011年10月改造、97総トン、旅客定員225名、元・粟島汽船「あすか」
- マルベージャ3

1985年5月竣工、鈴木造船建造、87総トン、全長26.01m（登録長）、型幅6.00m、型深さ2.57m、旅客定員221名、元・西淡路ライン「富貴3」
- 観光丸

353総トン、全長65.80m、全幅14.50m、喫水4.2m、航海速力8ノット、旅客定員300名、ハウステンボスより2019年7月譲渡され、やまさ海運の所有船となった。3本マストの帆船で帆走のほか、ディーゼル主機を搭載しており、スクリュー機走、外輪機関によるパドル機走が可能である。
- しまばら丸

1998年竣工、三保造船所建造、19総トン、旅客定員103名、最高速力30ノット。元・島鉄高速船「島鉄1号」
- みいけ丸

2001年竣工、三保造船所建造、19総トン、旅客定員94名、最高速力30ノット。元・宮古フェリー「ゆがふ」

### 過去の船舶
- マルベージャ (初代)

1997年11月竣工、沖新船舶工業建造（S-153番船）、19総トン、速力25ノット
- マルベージャ1

1991年9月竣工、墨田川造船建造、97総トン、全長26.01m（登録長）、型幅6.20m、型深さ2.28m、元・三浦観光「みうら」
- マルベージャ2

1987年3月竣工、前畑造船鉄工建造、97総トン、全長29.31m（登録長）、型幅8.70m、型深さ2.60m、元・長崎オランダ村「テッセル」
- みいけ2

1990年竣工、19総トン、全長17.80m、旅客定員66名。元・島鉄高速船「島鉄2号」